# Dendrobium nhatrangense
Dendrobium nhatrangense är en orkidéart som beskrevs av François Gagnepain. Dendrobium nhatrangense ingår i släktet Dendrobium, och familjen orkidéer. Inga underarter finns listade i Catalogue of Life.